# Juan Vásquez
Juan Vázquez (ca. 1500, Badajoz - 1563, Sevilla) fue un compositor español del Renacimiento. A pesar de ser extremeño, se le considera vinculado al grupo de los compositores renacentistas andaluces, entre los que encontramos a compositores tan conocidos como Francisco Guerrero o Cristóbal de Morales. Se le conoce principalmente por su obra profana compuesta de villancicos, canciones y sonetos (madrigales) y por la única obra religiosas que ha llegado hasta nosotros: su monumental Agenda defunctorum.

## Su vida

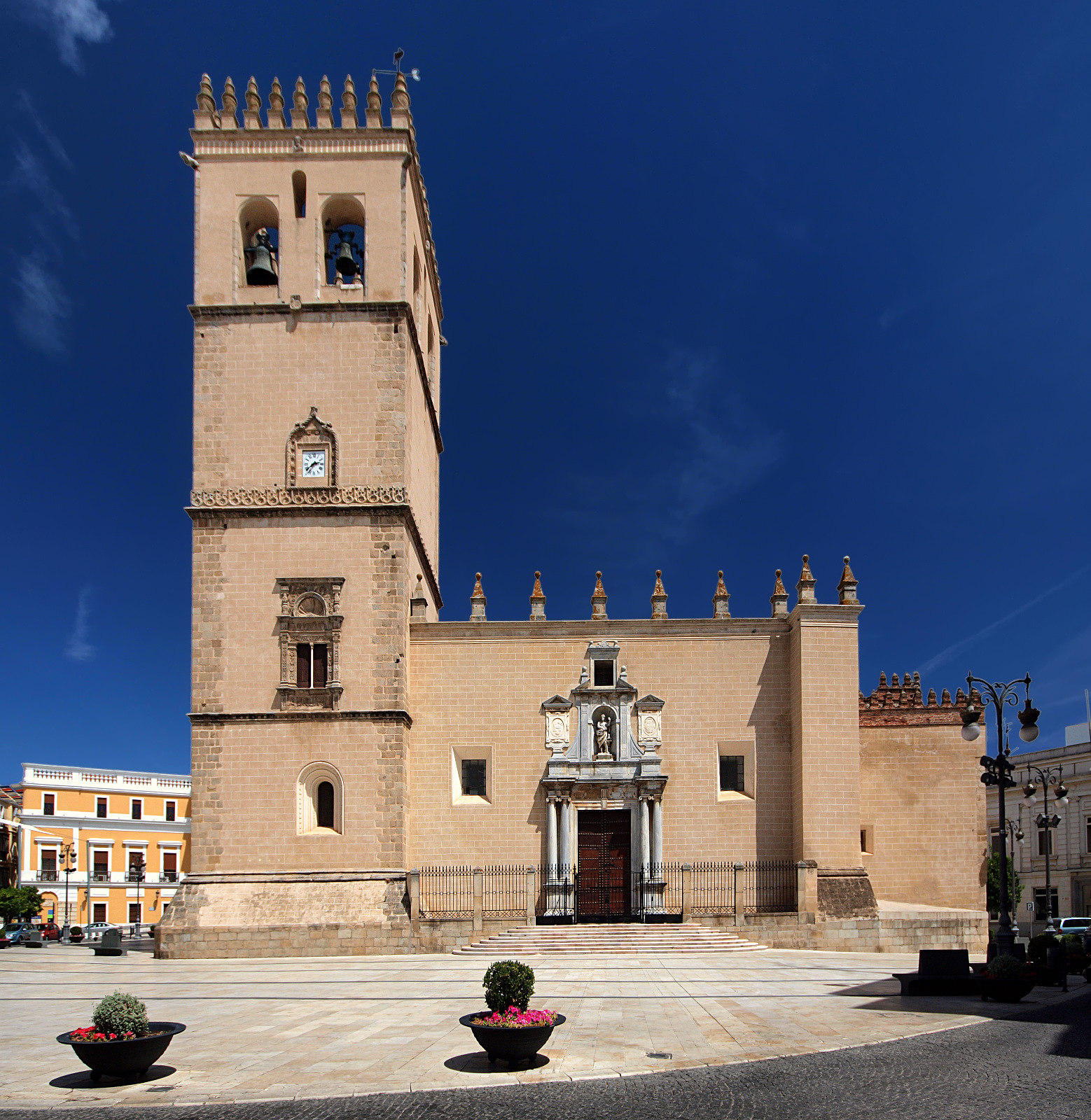
Catedral de Badajoz.

Como ocurre con la mayoría de los compositores de la época, se conocen muy pocos datos biográficos de Juan Vásquez. Se sabe que nació en Badajoz en la primera década del siglo XVI, pero se ignora la fecha exacta de su nacimiento y todo lo referente a su familia y formación musical. Su nombre aparece por primera vez en los registros como cantor de la Catedral de Plasencia, donde fue contratado el 27 de octubre de 1511. Su voz era la de contralto, lo que indica que en esa época era todavía un niño. A partir de entonces su rastro se pierde durante 20 años hasta que su nombre aparece de nuevo en las actas capitulares de la Catedral de Badajoz, su ciudad natal, donde el 22 de abril de 1530 aparece nombrado como cantor de la capilla de la catedral con un sueldo anual de 15.000 maravedíes. Según las mismas actas capitulares, el 30 de septiembre del mismo año, sería nombrado maestro de los niños cantorcicos de la catedral, con la obligación de impartirles diariamente lecciones de canto llano, de canto de órgano y de contrapunto. El maestro de capilla de la Catedral de Badajoz durante estos años era Juan Salcedo. El 26 de junio de 1535 fue nombrado sochantre de la catedral en sustitución de Francisco Grageras, lo que hace suponer que tenía buena voz. Este puesto lo compaginó con el de maestro de los niños cantorcicos. En el verano de 1538, Juan Vásquez, abandona su ciudad natal, a donde no volvería hasta 1545. El 13 de septiembre de 1538, Francisco Hernández Bermejo fue nombrado nuevo sochantre de la catedral, en sustitución de Vásquez.
A partir de entonces comienza su peregrinaje por diferentes capillas catedralicias, como hicieron la mayor parte de los compositores de la época. Así, en 1539, Juan Vásquez figura como cantor de la Catedral de Palencia, lo que le permite entrar en contacto con las capillas castellanas y con músicos vinculados a la nobleza. Gracias a estos contactos sus obras fueron conocidas por los vihuelistas castellanos. Algunos de ellos, como Enríquez de Valderrábano, Diego Pisador y Miguel de Fuenllana realizaron transcripciones de algunas de sus obras para vihuela y canto. El 19 de abril de 1541, a instancias de Juan García de Basurto, maestro de capilla del Arzobispo de Toledo Juan Pardo de Tavera, el cabildo de la Catedral de Palencia le dio permiso y 20 ducados para trasladarse a Madrid, donde en octubre del mismo año ingresó como cantor en la capilla del Arzobispo. Su nombre no figura en las listas de cantores de la capilla ni en Toledo ni en Arévalo, que fueron lugares a los que se desplazó la capilla del arzobispo a continuación. Esto hace suponer que su estancia en la capilla arzobispal fue corta. 

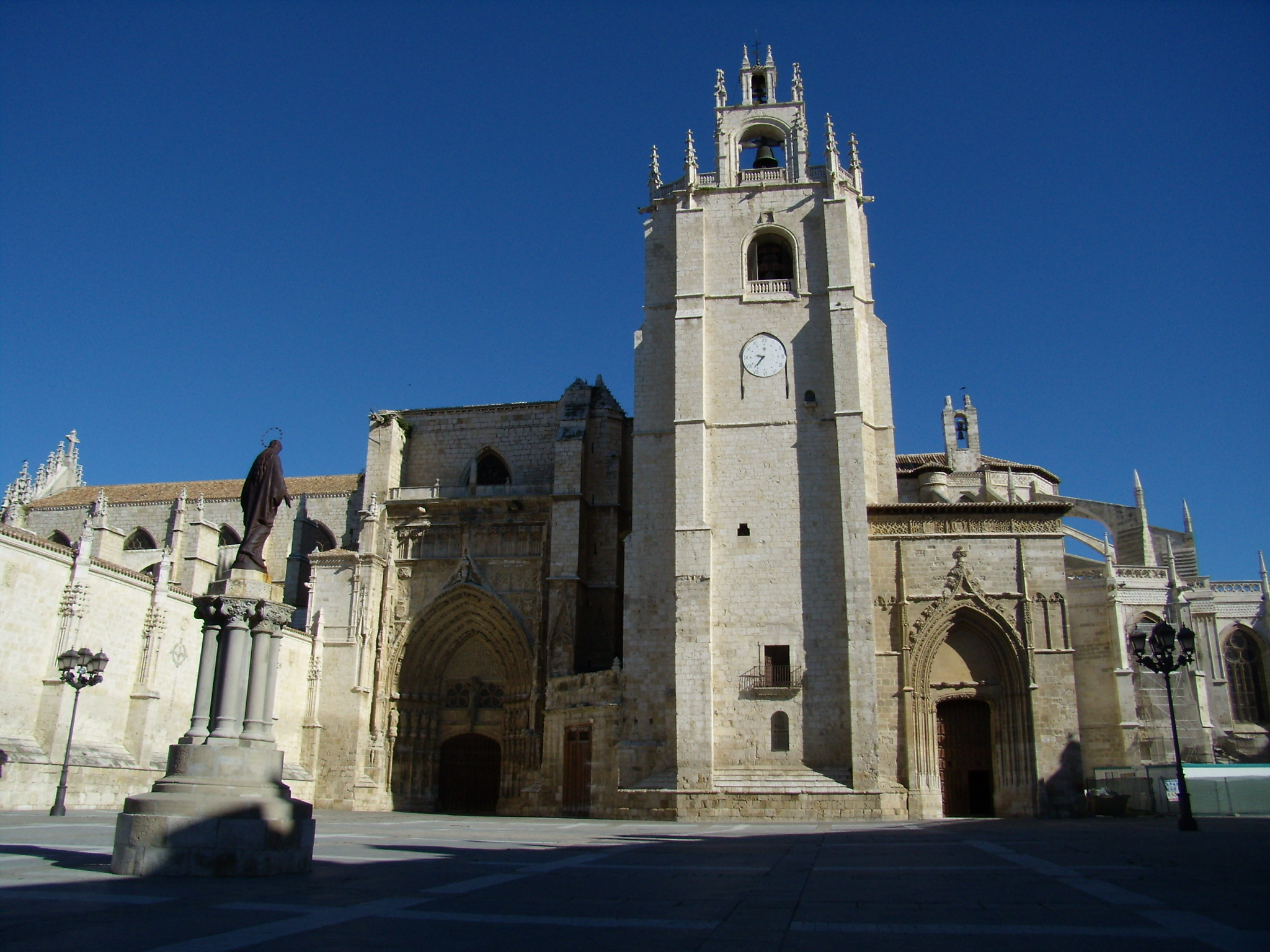
Catedral de Palencia.

En 1545 regresa a la Catedral de Badajoz, esta vez como maestro de capilla, sucediendo a Luis de Quiñónez. Su sueldo sería de 30.000 maravedíes. Allí estuvo hasta el verano de 1550. En un documento fechado en 1549, donde se le renueva el puesto de maestro de capilla aparece citado por primera vez como clérigo. Sin embargo se desconoce el lugar y la fecha en la que recibió la orden del presbiterado. Entre los pocos datos de los que se dispone de su etapa extremeña, se sabe, por ejemplo, que en 1548 se trasladó a la localidad portuguesa de Vila Viçosa, donde residía la corte de los duques de Braganza.
A continuación se trasladó a Andalucía. En 1551 fue empleado en Sevilla por el noble Antonio de Zúñiga, prior de San Juan, a quién dedicó su colección de música "Villancicos y canciones", publicada en 1551. En Sevilla su vida discurrió en el seno de un ambiente refinado y aristocrático, entablando contacto con músicos tan importantes como Francisco Guerrero, Cristóbal de Morales, Juan Navarro o Juan Bermudo. En 1556 publica en Sevilla su "Agenda defunctorum", donde aparece al servicio de Juan Bravo. En el permiso concedido por el rey para imprimir esta obra consta que era natural de Badajoz y que era sacerdote. Finalmente, en 1560 publicó su famoso libro "Recopilación de sonetos y villancicos a cuatro y a cinco voces", dedicado a su nuevo mecenas Don Gonzalo de Moscoso y Cáceres Peña, en cuya casa sevillana prestaba sus servicios. 

## Su obra
Todas las obras que han sobrevivido de Juan Vásquez se encuentran publicadas en tres libros editados en Andalucía:
- "Villancicos y canciones a tres y a cuatro" (1551).
- "Agenda defunctorum" (1556).
- "Recopilación de sonetos y villancicos a cuatro y a cinco voces" (1560).

Posiblemente escribió más libros de los que no ha sobrevivido ningún ejemplar, como se desprende del soneto escrito por Alonso de Barrera elogiando a Juan Vásquez y su música:
"Y deste, imaginar y concertalla
Juan Vásquez tanta parte y tal alcanza,
qual muestran muchos libros que ha compuesto."
Sorprendentemente, no se ha encontrado ninguna obra suya en fuentes manuscritas, ni siquiera han aparecido en el Archivo de la Catedral de Badajoz las obras que compuso mientras fue maestro de capilla en dicha Catedral.

### Obra profana: canciones, villancicos y sonetos
Las obras de temática profana de Juan Vásquez se encuentran en los libros "Villancicos y canciones a tres y a cuatro" y "Recopilación de sonetos y villancicos a cuatro y a cinco voces". Contienen piezas en castellano, principalmente en la forma de villancico. 
A diferencia de otros compositores también sacerdotes como Francisco Guerrero, Vásquez publicó sus obras de argumento profano, incluyendo obras de tema amoroso, sin convertirlas "a lo divino". Algunos de los textos de sus obras se deben a conocidos poetas y literatos de la época, como Juan Boscán, Garcilaso de la Vega, Gil Vicente o el Comendador Escrivá. Otros, por el contrario, se basan en textos poéticos y refranes de carácter popular. Además, gran parte de sus villancicos están construidos sobre melodías populares. 
En estas composiciones de temática profana, Vásquez hereda la tradición de los villancicos y romances de carácter popular de finales del siglo XV, como los popularizados por Juan del Encina o Francisco de la Torre, pero iniciando una paulatina evolución hacia el madrigal italiano. De la calidad de los villancicos de Juan Vásquez nos habla el teórico musical del siglo XVI, Juan Bermudo, en el libro IV de su Declaración de instrumentos musicales, recomendando al estudioso "los villancicos del acertado Juan Vásquez" junto con las obras de compositores tan importantes como Josquin des Prés, Adrian Willaert, Cristóbal de Morales o Nicolas Gombert.
El primero de sus libros, "Villancicos y canciones a tres y a cuatro" fue publicado en Osuna, en 1551, en la imprenta de Juan de León y fue dedicado a Don Antonio de Zúñiga, su mecenas en aquel momento. Consta de 26 villancicos y canciones a tres y cuatro voces, como su nombre indica. Desgraciadamente, sólo se conserva una de las libretas de un ejemplar del libro, por lo que sólo se dispone de una de las voces.
Más importante es la segunda colección que se ha conservado: "Recopilación de sonetos y villancicos a cuatro y a cinco voces". Fue publicada en Sevilla, en 1560, por el impresor Juan Gutiérrez y fue dedicada a Don Gonzalo de Moscoso y Cáceres Peña, perteneciente a una familia de la nobleza extremeña, los Moscoso de Badajoz y los Cáceres Peña de Cáceres. Contiene 67 piezas de las que 48 son villancicos. En cuanto al número de voces, 45 son a 4 voces y las 22 restantes a 5. Diez de sus piezas estaban ya incluidas en su primer libro de 1551. De estas piezas, 7 son reimpresiones y 3 han sido reescritas. Algunas otras obras fueron publicadas primero por los vihuelistas Enríquez de Valderrábano, Diego Pisador y Miguel de Fuenllana como intabulaciones para vihuela.
Entre los dos libros se han conservado en total 82 piezas diferentes, teniendo en cuenta que algunas aparecen en los dos libros. Aproximadamente las tres cuartas partes son villancicos.

### Obra sagrada: Agenda defunctorum
La "Agenda defunctorum" es la única obra sacra de Juan Vásquez que ha llegado hasta nosotros. Fue publicada en Sevilla, en 1556, por el impresor Martín Montes de Oca y fue dedicada a Juan Bravo de Morata, hijo de Martín Bravo Morata, familia procedente de Lorca. Hasta ahora se han encontrado dos ejemplares del libro: uno en la Biblioteca de la Diputación de Barcelona y otro en el Archivo de la Catedral de Valladolid.
Es una obra monumental por su número de piezas, calidad e inspiración. Además, es la obra más completa de este género entre todas las compuestas por los polifonistas del Renacimiento. Muchos compositores compusieron Misas de difuntos y partes sueltas del Oficio de difuntos, como motetes, salmos o responsorios. Pero Vásquez es el único que desarrolló la totalidad de la Misa y el Oficio de difuntos de una manera unitaria y coherente. 

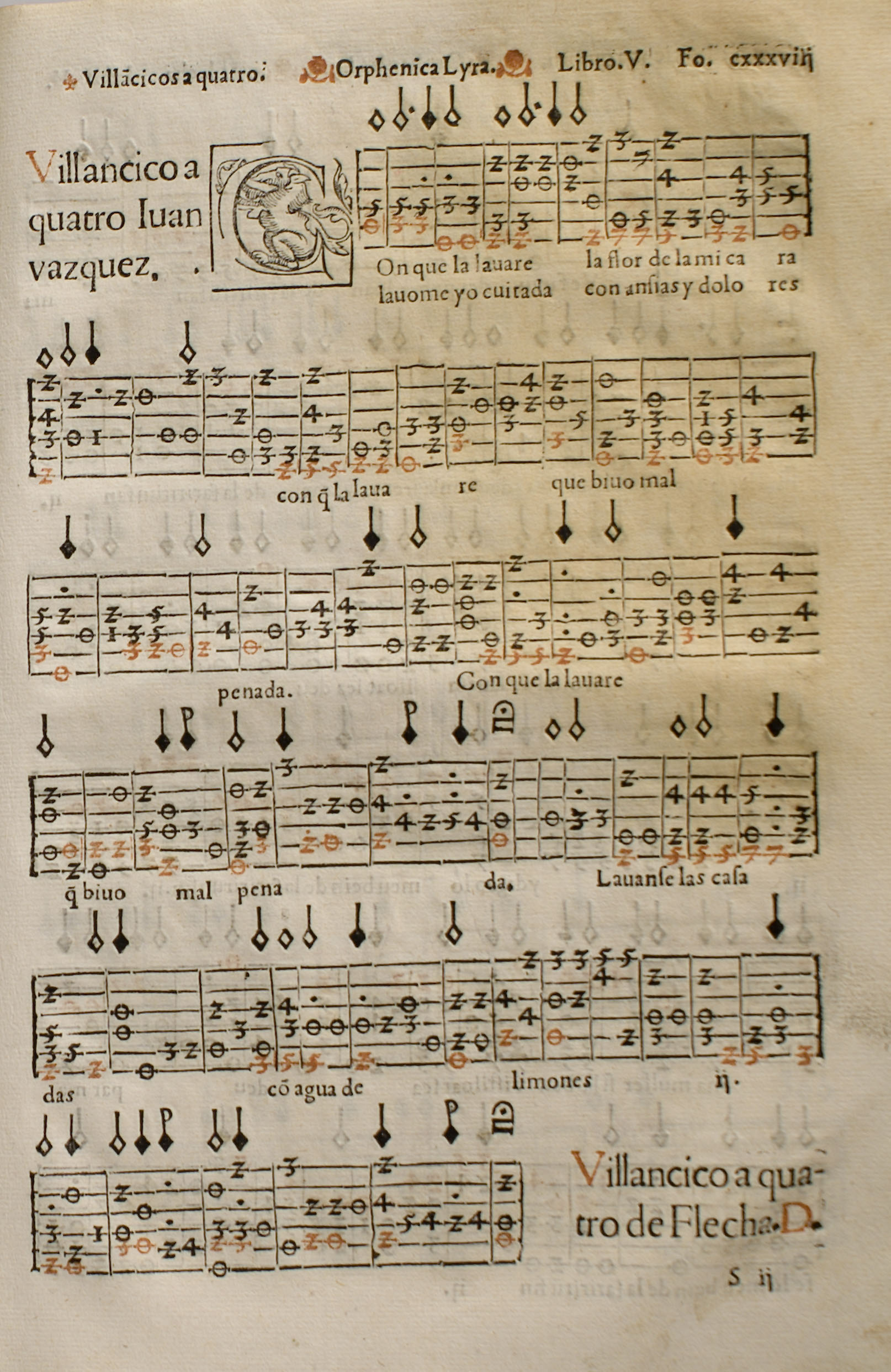
Transcripción para vihuela y canto del villancico de Juan Vásquez ¿Con qué la lavaré?, en el libro Orphénica Lyra de Miguel de Fuenllana.

La Agenda defunctorum consta de 27 números en total: 18 para el Officium defunctorum (Oficio de difuntos) y 9 para la Missa pro defunctis (misa de difuntos). El Oficio defunctorum consta de 1 invitatorio con su salmo, 9 antífonas, 5 lecciones, 1 responsorio, el Cántico de Zacarías y el Requiescant in pace, Amen. El desglose de las diferentes partes es el siguiente:
- Officium defunctorum (Oficio de difuntos):
  - Ad Matutinum (maitines):
    - Invitatorio con su salmo
    - In Primo Nocturno (primer nocturno): 3 antífonas y 3 lecciones
    - In Secundo Nocturno (segundo nocturno): 3 antífonas y 1 lección
    - In Tertio Nocturno (tercer nocturno): 3 antífonas, 1 lección y 1 responsorio

  - Ad Laudes (laudes): 2 piezas: el cántico de Zacarías y la exclamación Requiescant in pace. Amen
- Missa pro defunctis (Misa de difuntos): 9 partes

Como puede verse, en el Oficio de difuntos, Vásquez elige para sus composiciones dos de las horas mayores: Maitines y Laudes, omitiendo las Vísperas. No obstante, el compositor incluye dentro de la Agenda defunctorum las melodías gregorianas de las partes para las que no ha compuesto la correspondiente pieza polifónica.
La mayor parte de las piezas son para 4 voces, aunque algunas de las secciones son para 3 y otras para 5. Todas las piezas, a excepción de las lecciones, incluyen junto con la polifonía, la correspondiente melodía gregoriana.

### Transcripciones para vihuela
Como se ha indicado previamente, algunos vihuelistas castellanos realizaron transcripciones de algunas obras de Vásquez para vihuela y canto solista. Concretamente son 19 las obras adaptadas que aparecen en los libros de vihuela que han llegado hasta nuestro días. Los libros y compositores que los publicaron son los siguientes:
- Silva de Sirenas, por Enríquez de Valderrábano. Publicado en Valladolid, en 1547. Contiene 3 transcripciones para vihuela.
- Libro de música de vihuela, por Diego Pisador. Publicado en Salamanca, en 1552. También con 3 transcripciones para vihuela.
- Orphénica Lyra, por Miguel de Fuenllana. Publicado en Sevilla, en 1554. Es el más numeroso, con 13 transcripciones para vihuela.

Como se deduce de las fechas de publicación, la música de Vásquez ya era conocida antes de que salieran sus libros de la imprenta, ya que algunas de estas obras fueron publicadas por los vihuelistas antes de que los libros de Vásquez vieran la luz. Por ejemplo, la pieza Quién me otorgase señora fue publicada por Valderrábano 13 años antes (1547) que por Vásquez (1560).

### Listado completo de obras
A continuación se detallan todas las obras conocidas de Juan Vásquez. Los códigos de la columna de "Fuentes" se especifican más abajo. Los de la columna de "Grabaciones" se especifican en la sección de "Discografía".
| N.º                                                | Obra                                    | Voces         | Forma musical       | Fuentes             | Grabaciones                                                                                             | Comentarios |
| Obras seculares                                    |                                         |               |                     |                     | | |
| -------------------------------------------------- | --------------------------------------- | ------------- | ------------------- | ------------------- | --- | --- |
| 1                                                  | Abaxa los ojos, Casada                  | 3             |                     | VIL                 | | |
| 2                                                  | Agora que sé d'amor me metéis monja     | 5             |                     | REC                 | ECJ | |
| 3                                                  | Agora que soy niña                      | 4             | villancico          | REC                 | | |
| 4                                                  | A, hermosa, abrime cara de rosa         | 4             | villancico          | REC                 | GIS, COL, OAK, ZYR                                                                                      | |
| 5                                                  | Allá me tienes contigo                  | 3             |                     | VIL                 | | |
| 6                                                  | Amor falso                              | 3             |                     | VIL                 | | |
| 7                                                  | Amor, virtud y nobles pensamientos      | 5             | soneto              | REC                 | LAD | |
| 8                                                  | Ay, ay, ay, ay, que ravio y muero!      | 4             | canción             | REC                 | KOL, ZYR                                                                                                | |
| 9                                                  | Ay, que no oso mirar                    | 3             |                     | VIL, ORP            | | |
| 10                                                 | Bendito sea el día, punto y ora         | 5             | soneto              | REC                 | | |
| 11                                                 | Buscad, buen amor                       | 4             |                     | REC                 | COL, SEC                                                                                                | |
| 12                                                 | Cavallero, queraysme dexar              | 5             | villancico          | REC                 | GIS, ECJ                                                                                                | |
| 13                                                 | Como queréis, madre                     | 3             | endecha             | VIL, ORP            | OLY3 | |
| 14                                                 | ¿Con qué la lavaré?                     | 4             | villancico          | REC, SIL, ORP       | GIS, COL, OLA, NEF, ATR, DAN, ZYR, LSA, SEC, CAB1, OLY3, RAL3, COS3, JMM3, LAD3                         | Además de las dos transcripciones para vihuela de Enríquez de Valderrábano y Miguel de Fuenllana basadas en esta obra de Vásquez, también hay una versión anónima con el mismo texto en el Cancionero de Upsala y otra versión del vihuelista Luis de Narváez en su libro Los seys libros del Delphin                                                               |
| 15                                                 | Covarde cavallero                       | 3-4           |                     | VIL(3), REC(4), ORP | UMB, LAD, RME3                                                                                          | |
| 16                                                 | D'aquel pastor de la sierra             | 4             |                     | REC                 | | |
| 17                                                 | De dónde venís, amores                  | 4             | villancico          | REC, SIL            | GIS, OAK, VIC1, TBE1, CGO1, GBR1, MOR1, CAB1, SIN1                                                      | |
| 18                                                 | De las dos hermanas, do sé              | 4             | villancico          | VIL, REC            | GIS, LAD                                                                                                | |
| 19                                                 | De los álamos vengo, madre              | 4             | villancico          | VIL, REC, ORP       | GIS, TRU, COL, LAW*, AST, HOG, ZYR, AST, CLE, SEC, CGO3, VIC3, GBR3, OLY3, CAB3, RAL3, SEN3, RME3, COS3 | Es uno de los villancicos más conocidos de Juan Vásquez. Incluso en tiempos modernos, compositores como Joaquín Rodrigo y Manuel Palau hicieron sus propias versiones. |
| 20                                                 | Del rosal sale la rosa. ¡O qué hermosa! | 5             | villancico          | REC                 | ZYR, LAD                                                                                                | |
| 21                                                 | Descendid al valle, la niña             | 4             | villancico          | REC                 | GIS | |
| 22                                                 | Determinado amor a dar contento         | 5             | soneto              | REC                 | ZYR | El texto se debe a Juan Boscán |
| 23                                                 | Dexa ya tu soledad                      | 4             |                     | REC                 | NOT | |
| 24                                                 | Dizen a mí que los amores é             | 4             |                     | REC                 | | |
| 25                                                 | Duélete de mí, Señora                   | 3             |                     | VIL, ORP            | VIC3, CGO3, GBR3, OLY3, MOR3                                                                            | |
| 26                                                 | El que sin ti bivir ya no querría       | 5             | sexteto-lira        | REC, ORP            | ECJ | El texto se debe a Juan Boscán |
| 27                                                 | En la fuente del rosel                  | 4             | villancico          | REC, VIH            | GIS, COL, CIR, ORL, FLA, TBE, GER, LSA, GBR, MOR, CAB, RAL2, LAD2                                       | |
| 28                                                 | Gentil señora mía                       | 5             | estancia            | VIL, REC            | ECJ, AMA                                                                                                | |
| 29                                                 | Gracias al cielo doy                    | 5             | soneto              | VIL, REC            | CHA | |
| 30                                                 | Hermosíssima María                      | 5             | canción             | REC                 | | |
| 31                                                 | Lágrimas de mi consuelo                 | 5             |                     | REC                 | ECJ, CON, FAG                                                                                           | |
| 32                                                 | La mi sola Laureola                     | 3             |                     | VIL, ORP            | SIN | |
| 33                                                 | Lindos ojos aveys, señora               | 4             | villancico          | VIL, REC            | GIS | |
| 34                                                 | Llamaysme villana                       | 4             |                     | REC                 | | |
| 35                                                 | Los braços traygo cansados              | 4             | romance             | REC                 | HES, SAV*, TER, ZYR, LAD                                                                                | |
| 36                                                 | Los ojos de Marfida hechos fuentes      | 5             | soneto              | REC                 | TRU | |
| 37                                                 | Mi mal de causa es y aquesto es cierto  | 5             | soneto              | REC                 | ECJ, LAD                                                                                                | |
| 38                                                 | Morenica, dame un beso                  | 3             |                     | VIL, ORP            | VIC, CAM, CGO, OLY3, CAB3, ARM3, ALF*3, JMM3                                                            | |
| 39                                                 | Morenica m'era yo; Dizen que sí         | 5             |                     | REC                 | TRU, LAD                                                                                                | |
| 40                                                 | No me firays, madre                     | 4             |                     | REC                 | LAD | El texto es del poeta portugués Gil Vicente |
| 41                                                 | No me habléys, conde                    | 3             |                     | VIL, ORP            | UMB | |
| 42                                                 | No me llaméys sega la erva              | 4             |                     | REC                 | SEC | |
| 43                                                 | No pensé qu'entre pastores              | 4             | villancico          | REC                 | GIS | |
| 44                                                 | No puedo apartarme                      | 4             | villancico          | REC                 | SEC | |
| 45                                                 | No sé qué me bulle                      | 3             |                     | VIL, ORP            | OLY3, RME3                                                                                              | |
| 46                                                 | No tengo cabellos, madre                | 4             |                     | REC                 | | |
| 47                                                 | O dulce contemplación                   | 4             |                     | REC                 | COL | |
| 48                                                 | Ojos garços á la niña                   | 4             | villancico          | REC                 | GIS, LAD                                                                                                | El tema literario es tradicional y también fue utilizado por Juan del Encina. También hay una versión anónima con diferente melodía en el Cancionero de Upsala. |
| 49                                                 | Ojos morenos, ¿quándo nos veremos?      | 5             | villancico          | REC                 | GIS, ECJ, CON                                                                                           | |
| 50                                                 | ¿Para qué busca el morir…?              | 4             | villancico          | REC                 | GIS, SEC                                                                                                | |
| 51                                                 | Perdida traygo la color                 | 3             |                     | VIL                 | | |
| 52                                                 | Por amores lo maldixo                   | 4             |                     | VIL, REC            | SEC, LAD                                                                                                | |
| 53                                                 | Por mi vida, madre                      | 4             | villancico          | REC                 | GIS | |
| 54                                                 | ¿Por qué me besó Perico?                | 3             |                     | VIL                 | | |
| 55                                                 | Por una vez que mis ojos alçé           | 4             |                     | REC, VIH            | | |
| 56                                                 | Por vida de mis ojos                    | 4             | villancico          | REC                 | GIS, ZYR, LSA, WAV, SEC                                                                                 | |
| 57                                                 | Puse mis amores                         | 3             |                     | VIL                 | | |
| 58                                                 | ¿Quándo, quándo?                        | 4             | villancico          | REC                 | | |
| 59                                                 | ¡Qué bonica labradora, Matadora!        | 4             |                     | REC                 | | |
| 60                                                 | Que no me desnudeys                     | 4             |                     | REC                 | | |
| 61                                                 | ¿Qué razón podeys tener...?             | 5             |                     | REC                 | LAD | |
| 62                                                 | ¿Qué sentís, coraçón mío?               | 4             | canción             | REC                 | GIS, SEC                                                                                                | El texto se debe al Comendador Escrivá |
| 63                                                 | Que yo, mi madre, yo                    | 5             |                     | REC                 | ECJ, LAD                                                                                                | |
| 64                                                 | Quien amores tiene, ¿cómo duerme?       | 4             | villancico          | VIL, REC            | GIS*, ZYR, TRU, CAM, HES, CLE, SEC, LAD                                                                 | |
| 65                                                 | Quien dize quel'ausencia                | 3             |                     | VIL                 | CON | |
| 66                                                 | Quién me otorgase señora                | 5             |                     | REC, SIL            | ZYR, ARM1, LAD1                                                                                         | |
| 67                                                 | Quiero dormir y no puedo                | 3             |                     | VIL, ORP            | UMB, RME3                                                                                               | |
| 68                                                 | Salga la luna, el cavallero             | 4             |                     | REC                 | LAC, SEC                                                                                                | |
| 69                                                 | Serrana, ¿dónde dormistes?              | 5             |                     | REC                 | LAD | |
| 70                                                 | Si el pastorcico es nuevo               | 4             | villancico          | REC                 | GIS, SEC                                                                                                | |
| 71                                                 | Si me llaman, a mí llaman               | 4             | villancico          | REC, VIH            | SEC, RIV2, LAD2                                                                                         | Además de la transcripción de esta obra por Diego Pisador en su Libro de música de vihuela, el también vihuelista Alonso Mudarra utilizó el mismo texto y melodía, de posible origen popular, para una de sus piezas para voz sola y vihuela en su obra Tres libros de música en cifra para vihuela, aunque se cree que no está basada en el villancico de Vásquez. |
| 72                                                 | Si n'os uviera mirado                   | 4             | villancico          | REC                 | GIS, COL, SEC, LAD                                                                                      | Es una canción madrigalesca. El primer verso es como el comienzo de una poesía de Juan Boscán, aunque la versión que toma Juan Vásquez es de Luis Vivero. |
| 73                                                 | Si quereys que dé a entenderos          | 5             |                     | REC                 | LAD | |
| 74                                                 | Soledad tengo de ti                     | 4             | villancico          | REC                 | GIS, COL, SEC, LAD                                                                                      | El texto es del poeta portugués Gil Vicente y pertenece a la tragicomedia de "Don Duardos". |
| 75                                                 | Tales ollos como los vosos              | 4             |                     | REC                 | SEC | |
| 76                                                 | Torna, Mingo, a 'namorarte              | 4             |                     | REC                 | COL | |
| 77                                                 | Un cuydado que la miña vida ten         | 4             |                     | REC                 | | |
| 78                                                 | Yo sé que mi mal es honra               | 3             |                     | VIL                 | | |
| 79                                                 | Vós, hermosa sin ygual                  | 3             |                     | VIL                 | | |
| 80                                                 | Vós me matastes, Niña en cabello        | 3-5           | villancico          | VIL(3), REC(5), ORP | SIN, TRU, TBE, OLY3                                                                                     | |
| 81                                                 | Ya florecen los árboles, Juan           |               |                     | REC                 | LAD* | |
| 82                                                 | Zagaleja de lo verde                    | 5             | villancico          | REC                 | GIS, SAQ, RON, SEC                                                                                      | El texto con algunas variantes fue incluido en el "Cancionero llamado Flor de Enamorados" de Juan Linares, publicado en 1576. El vihuelista Esteban Daza también utilizó el mismo texto para una de sus piezas para voz sola y vihuela. |
| Obras religiosas                                   |                                         |               |                     |                     | | |
| Agenda defunctorum                                 |                                         |               |                     |                     | | |
| Officium defunctorum (Oficio de difuntos)          |                                         |               |                     |                     | | |
| Ad Matutinum (Maitines)                            |                                         |               |                     |                     | | |
| 1                                                  | Regem cui omnia vivunt, venite adoremus | 4 (SATB)      | invitatorio         | DEF                 | BER, PEÑ                                                                                                | Salmo 94 |
| (In Primo Nocturno) (Primer nocturno)              |                                         |               |                     |                     | | |
| 2                                                  | Dirige, Domine Deus                     | 4 (SATB)      | antífona            | DEF                 | BER, PEÑ                                                                                                | Antífona I. Le sigue el Salmo 5: Verba mea en canto gregoriano |
| 3                                                  | Convertere Domine                       | 4 (SATB)      | antífona            | DEF                 | BER, PEÑ                                                                                                | Antífona II. Le sigue el Salmo 6: Domine ne furore en gregoriano |
| 4                                                  | Nequando rapiat                         | 4 (SATB)      | antífona            | DEF                 | BER, PEÑ                                                                                                | Antífona III. Le sigue el Salmo 7: Domine Deus in te esperavi en gregoriano |
| 5                                                  | Parce mihi Domine                       | 4 (SSAT)      | lección             | DEF                 | BER, PEÑ                                                                                                | Lección I: Job 7, 16-21 |
| 6                                                  | Taedet animam meam vitae meae           | 4 (SATB)      | lección             | DEF                 | BER, PEÑ                                                                                                | Lección II: Job 10, 1-7 |
| 7                                                  | Manus tuae fecerunt me                  | 4 (SATB)      | lección             | DEF                 | BER, PEÑ                                                                                                | Lección III: Job 10, 8-12 |
| (In Secundo Nocturno) (Segundo nocturno)           |                                         |               |                     |                     | | |
| 8                                                  | In loco pascuae                         | 4 (SATB)      | antífona            | DEF                 | BER | Antífona IV. Le sigue el Salmo 22: Dominus regit me en gregoriano |
| 9                                                  | Delicta juventutis                      | 4 (SATB)      | antífona            | DEF                 | BER | Antífona V. Le sigue el Salmo 24: Ad te Domine en gregoriano |
| 10                                                 | Credo videre                            | 4 (SATB)      | antífona            | DEF                 | BER | Antífona VI. Le sigue el Salmo 26: Dominus illuminatio mea en gregoriano |
| 11                                                 | Responde mihi                           | 4 (SATB)      | lección             | DEF                 | BER | Lección IV: Job 13, 22-18 |
| (In Tertio Nocturno) (Tercer nocturno)             |                                         |               |                     |                     | | |
| 12                                                 | Complaceat tibi Domine                  | 4 (SATB)      | antífona            | DEF                 | BER | Antífona VII. Le sigue el Salmo 39: Expectans expectavi Dominum en gregoriano |
| 13                                                 | Sana, Domine                            | 4 (SATB)      | antífona            | DEF                 | BER | Antífona VIII. Le sigue el Salmo 40: Beatus qui intelliget en gregoriano |
| 14                                                 | Sitivit anima mea                       | 4 (SATB)      | antífona            | DEF                 | BER | Antífona IX. Le sigue el Salmo 41: Quemadmodum desiderat en gregoriano |
| 15                                                 | Spiritus meus                           | 4 (SATB)      | lección             | DEF                 | BER | Lección VII: Job 17, 1-3, 11-15. Es la única parte del Oficio de difuntos que no está basada en una melodía gregoriana |
| 16                                                 | Libera me, Domine                       | 1 - 5 (SAATB) | responsorio         | DEF                 | BER | Alterna polifonía a 5v con canto llano |
| Ad Laudes (Laudes)                                 |                                         |               |                     |                     | | |
| 17                                                 | Benedictus Dominus Deus Israel          | 1 - 4 (SATB)  | Cántico de Zacarías | DEF                 | BER, PEÑ                                                                                                | Lucas 1, 68-79. Se canta a continuación de la antífona gregoriana Ego sum resurrectio Alterna polifonía a 4v con canto llano. |
| 18                                                 | Requiescant in pace                     | 4 (SATB)      | responsorio         | DEF                 | BER, ZYR, CHE, PEÑ                                                                                      | |
| Ad Missam - Missa pro defunctis (Misa de difuntos) |                                         |               |                     |                     | | |
| 19                                                 | Requiem aeternam                        | 4 (SATB)      | introito            | DEF                 | ZYR, CHE, PEÑ                                                                                           | Le sigue una versión polifónica del Salmo 64: Te decet hymnus Deus in Sion |
| 20                                                 | Kyrie-Christe-Kyrie                     | 4 (SATB)      | Kyrie               | DEF                 | ZYR, PEÑ                                                                                                | |
| 21                                                 | Requiem aeternam                        | 1 - 3 (ATB)   | Gradual             | DEF                 | ZYR, CHE, PEÑ                                                                                           | El gradual Requiem aeternam es en canto gregoriano y el verso In memoria aeterna erit justus que viene a continuación es polifónico a 3v. |
| 22                                                 | Sicut cervus                            | 4 (SATB)      | tracto              | DEF                 | ZYR, PEÑ                                                                                                | |
| 23                                                 | Domine Jesu Christe                     | 1 - 4 (SATB)  | offertorio          | DEF                 | ZYR, PEÑ                                                                                                | |
| 24                                                 | Sanctus. Benedictus                     | 4 (SATB)      | Sanctus, Benedictus | DEF                 | ZYR, PEÑ                                                                                                | |
| 25                                                 | Sana me Domine                          | 4 (SSAT)      | motete              | DEF                 | ZYR, PEÑ                                                                                                | |
| 26                                                 | Agnus Dei I-III                         | 4 (SSAT)      | Agnus Dei           | DEF                 | ZYR, PEÑ                                                                                                | |
| 27                                                 | Absolve. Domine                         | 4 (SSAT)      | antífona            | DEF                 | ZYR, PEÑ                                                                                                | |

(*) Versión instrumental
(1) Transcripción para voz y vihuela de Enríquez de Valderrábano en Silva de Sirenas
(2) Transcripción para voz y vihuela de Diego Pisador en Libro de música de vihuela
(3) Transcripción para voz y vihuela de Miguel de Fuenllana en Orphénica Lyra
Estas obras se encuentran en las siguientes fuentes:
- Libros impresos:
  - VIL - Villancicos y canciones a tres y a cuatro. Osuna, 1551.
  - DEF - Agenda defunctorum. Sevilla, 1556.
  - REC - Recopilación de sonetos y villancicos a cuatro y a cinco voces. Sevilla, 1560.

- Intabulaciones para voz y vihuela:
  - SIL - Libro de música de vihuela intitulado Silva de Sirenas. Enríquez de Valderrábano. Valladolid, 1547.
  - VIH - Libro de música de vihuela. Diego Pisador. Salamanca, 1552.
  - ORP - Libro de música para vihuela, intitulado Orphénica Lyra. Miguel de Fuenllana. Sevilla, 1554.

## Discografía
- 1960 - [VIC] Victoria de los Ángeles. Spanish Songs of the Renaissance. Victoria de los Ángeles. Ars Musicae de Barcelona. José María Lamaña. . Edición en CD acoplado con otros discos en: Victoria de los Angeles - Songs of Spain.
- ???? - [ARS] La música en la corte española de Carlos V. Ars Musicae de Barcelona. Enrique Gispert. MEC 1004
- ???? - [GIS] Canciones y Villancicos de Juan Vasquez. Coro Alleluia. Enrique Gispert. MEC 1005
- 1973 - [SIN] Spanish Renaissance Music. Ancient Consort Singers. Ancient Instrumental Ensemble. John Alexander. Ron Purcell. Tuxedo music TUXCD 1039
- 1974 - [TBE] Old Spanish Songs. Spanish songs from the Middle Ages and Renaissance. Teresa Berganza, Narciso Yepes.  Edición en CD con otras grabaciones en: Canciones españoles.
- 1976 - [HES] Canciones y Danzas de España. Lieder und Tänze der Cervantes-Zeit (1547-1616). Hespèrion XX. Jordi Savall. EMI "Reflexe" 7 63145 2.
- 1978 - [HOG] Music from the Armada Years. Academy of Ancient Music. Christopher Hogwood. Hespèrion XX. Jordi Savall Folio Society FS 1003 / 1004. . Edición en CD con otras grabaciones en: Entremeses del Siglo de Oro. Lope de Vega y su tiempo: 1550 - 1650.
- 1979 - [SAQ] L'Art de la Saqueboute et du Cornet à Bouquin. Les Saqueboutiers de Toulouse. Jean-Pierre Canihac. Arion ARN 60 464.
- 1979 - [ATR] Villancicos - Chansons populaires espagnoles des XVe et XVIe siècles. Atrium Musicae de Madrid. Gregorio Paniagua. Harmonia mundi "Musique d'Abord" HMA 190 1025.
- 1980 - [KOL] The Most beautiful madrigals. Collegium Vocale, Köln. Wolfgang Fromme. CBS Odyssey M2K 45622 (2 CD).
- 1987 - [CIR] Music from the Spanish Kingdoms. Circa 1500 Ensemble. CRD 3447.
- 1988 - [ARM] Armada: Music from the courts of Philip II and Elizabeth I. Fretwork. Michael Chance. Virgin Classics 90722.
- 1989 - [DAN] El Cancionero Musical de Palacio. Musik aus der Zeit der Katholischen Könige in Spanien, 1450-1550. Ensemble Danserye.     Preiser Records 90028.
- 1991 - [BER] Vasquez: Ex Agenda Defunctorum Officium. Coro de Cámara de la Universidad de Salamanca. Bernardo García-Bernalt.   Radio Nacional de España 640036.
- 1992 - [ZYR] Juan Vasquez. La música en la era del Descubrimiento IV. Taller Ziryab. Dial Discos CAL-5020
- 1992 - [NEF] Music for Joan the Mad. Spain 1479-1555. La Nef. Sylvain Bergeron. Dorian Discovery 80128.
- 1993 - [CLE] Music for Don Quixote. Songs and Dances of Renaissance Spain. Concordia. Mark Levy, Ana-Maria Rincón. Dervorguilla
- 1993 - [GBR] Trois Siecles de Melodies Espagnoles. Isabel Garcisanz, Jean-Patrice Brosse. Arion
- 1993 - [JMM] Canto del Cavallero. José Miguel Moreno. Glossa GCD 920101. 1993.
- 1995 - [CHE] All Souls' Vespers. Requiem Music from Córdoba Cathedral. Orchestra of the Renaissance. Richard Cheetham.   Virgin Veritas 45203.
- 1995 - [RON] A Song of David. Music of the Sephardim and Renaissance Spain. La Rondinella. Dorian Discovery DIS-80130.
- 1995 - [CAM] Songs and dances from the Spanish Renaissance. Camerata Iberia. MA Records MA 035A.
- 1995 - [CGO] A Spanish Songbook. John Constable, Jill Gómez. Conifer
- 1995 - [RAL] Al alva venid. Música profana de los siglos XV y XVI. Ensemble La Romanesca. José Miguel Moreno, Marta Almajano, Paolo Pandolfo. Glossa 920203.
- 1996 - [PEÑ] Vásquez: Agenda Defunctorum. Capilla Peñaflorida. Josep Cabré. Almaviva 0122.
- 1996 - [OLA] Mudéjar. Begoña Olavide. MA Records MA 042A.
- 1996 - [FAG] All the King's Men. Henry VIII & the Princes of the Renaissance. I Fagiolini. Robert Hollingworth. Concordia. Mark Levy. Metronome 1012.
- 1996 - [GER] Linda Amiga. Love Songs of the Sephardim and Reinaissance Spain. The Gerard Edery Ensemble. Sefarad Records Corp
- 1997 - [ECJ] Canciones y Ensaladas. Chansons et pièces instrumentales du Siècle d'Or. Ensemble Clément Janequin. Dominique Visse. Harmonia Mundi HMC 90 1627.
- 1997 - [OAK] Lanterns of Fire. Love and the Mystic in Renaissance Spain. Live Oak and Company. Centaur 2316.
- 1997 - [CHA] Music for Philip of Spain and his four wives. Charivari agréable. Nicki Kennedy, Rodrigo del Pozo. Signum 006.
- 1998 - [LAC] Roncevaux: Échos d'une bataille. Ensemble "Lachrimae Consort", Ensemble vocal "La Trulla de Bozes". Philippe Foulon. Mandala MAN 4953.
- 1999 - [CON] The Victory of Santiago. Voices of Renaissance Spain. The Concord Ensemble. Dorian 90274.
- 1999 - [UMB] Chacona. Renaissance Spain in the Age of Empire. Ex Umbris. Dorian 93207.
- 1999 - [OLY] Fuenllana: Libro de música para vihuela intitulado Orphénica Lyra. Orphénica Lyra. José Miguel Moreno, Carlos Mena, Nuria Rial. Glossa
- 2000 - [MOR] Claros y Frescos Rios. José Miguel Moreno, Núria Rial. Glossa
- 2000 - [SEN] A la Música. Canciones del Renacimiento. Dúo Sentí. Dúo Sentí 1.
- 2000 - [ALF] Valderrábano y los vihuelistas castellanos. Alfred Fernández. Unacorda UCR0012000.
- 2001 - [TER] ¡Baylado!. Music of Renaissance Spain. The Terra Nova Consort. Dorian 90298.
- 2001 - [RME] Lágrimas corriendo. Canciones de Alonso Mudarra y Miguel de Fuenllana. Carlos Mena y Juán Carlos Rivera. Junta de Andalucía. DS-0131. 2001
- 2001 - [COS] Music for vihuela. La vihuela en las Cortes Reales Españolas. Dolores Costoyas.
- 2002 - [TRU] Sevilla circa 1560. Secular Polyphony of the Andalusian School. La Trulla de Bozes. Carlos Sandúa. Passacaille 936.
- 2003 - [FLA] Rubbra / Britten: The Complete Recorder Works. The Flautadors. Laurence Cummings. Dutton Laboratories 7142.
- 2003 - [WAV] ¡Iberia!. Spanish & portuguese music of the Golden Age. The Waverly Consort. Collegium
- 2003 - [CAB] Songs Of The Spanish Renaissance. Volume 1. Montserrat Caballé, Manuel Cubedo. RCA - 74321758582
- 2003 - [RIV] Tañer de gala. Juan Carlos Rivera. Cantus Records C 9631.
- 2003 - [NOT] El Fuego. Musique polyphonique profane di Siècle d'Or. Música de la Corte. Eduardo Notrica. Voice of Lyrics VOL BL 703
- 2004 - [SAV] Homenatge al Misteri d'Elx. Drama sagrat per la Festa de l'Assumpció de la Verge. La Vespra. La Capella Reial de Catalunya. Jordi Savall. Alia Vox AV 9836.
- 2004 - [AST] Le souvenir de vous me tue. Medieval Chansons from the court of Philip the Good. Duo Asteria. Asteria AMCD 0404.
- 2004 - [LAW] Luis Venegas de Henestrosa: El arte de fantasía. Harp Consort. Andrew Lawrence-King. Harmonia Mundi USA 907316.
- 2004 - [AST] Le Souvenir de Vous me Tue. Asteria. Magnatune
- 2005 - [COL] Canciones, Romances, Sonetos. From Juan del Encina to Lope de Vega. La Colombina (grupo). Accent 95111.
- 2005 - [ORL] Medieval Gardens. The Rose, the Lily & the Whortleberry. The Orlando Consort. Harmonia Mundi HMU 90 7398.
- 2005 - [ARM] Valderrábano. Silva de Sirenas. Armoniosi Concerti. Juan Carlos Rivera. Carlos Mena. Harmonia Mundi.
- 2007 - [AMA] The Book of Madrigals. Secular Vocal Music of the European Renaissance. Ensemble Amarcord. Raum Klang 10106.
- 2008 - [LSA] El Fuego. Les Sacqueboutiers. Naive - Ambroisie
- 2013 - [BRI] Gentil Señora Mía. 16th-century songs and villancicos. Quink Vocal Ensemble. Brilliant Classics
- 2014 - [SEC] Salga la luna. Recopilación de Sonetos y Villancicos. Secretum. Binario
- 2016 - [LAD] Si no os hubiera mirado. Juan Vásquez. Sevilla -1560-. Los Afectos Diversos Archivado el 27 de octubre de 2017 en Wayback Machine.. iTinerant Early 003